# تخلت
التخلت (Hebrew: תכלת تخيلت, «أزرق بنفسجي», أو «أزرق», أو «فيروزي» ) هي صبغة زرقاء تذكر 49 مرة في الكتاب العبري / التناخ.

كان يستعمل في ثياب عوال الحاخامين والمنسوجات المزركشة في المعبد والتزيتزيت (بالعبرية: ציצית لفظ عبري: ‎[tsiˈtsit]‏) في ملابس الصلاة، مثل التاليت. 
في السبعونية، تمت ترجمة تخلت لليوناني كما يلي: هياكنثوس (ὑακίνθος).
وفق التلمود، صبغة التخلت كان يستخرج من الخيلازون. وفق التقاليد اليهودية، الخيلازون هو المصدر الوحيد للصبغة.

## التعرف على الخيلازون

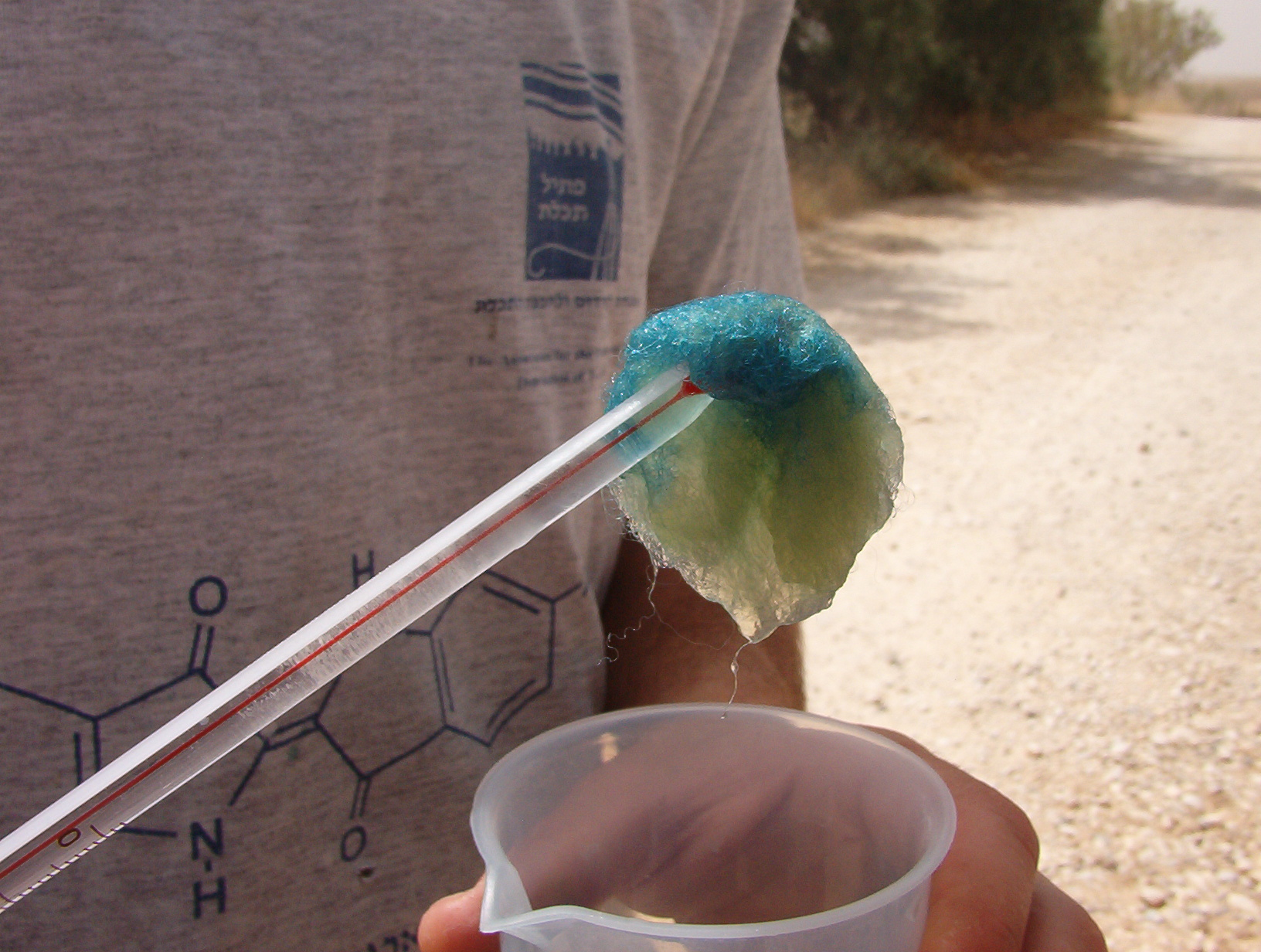
مرشد من مؤسسة بتيل تخلت يبين كيف قطعة من الصوف مغموسة في محلول صبغة (Hexaplex trunculus) تكتسب لونا أخضر في ضوء الشمس ثم يتحول اللون إلى لون أزرق عميق ذي شيء من البنفسجي.

## معرض

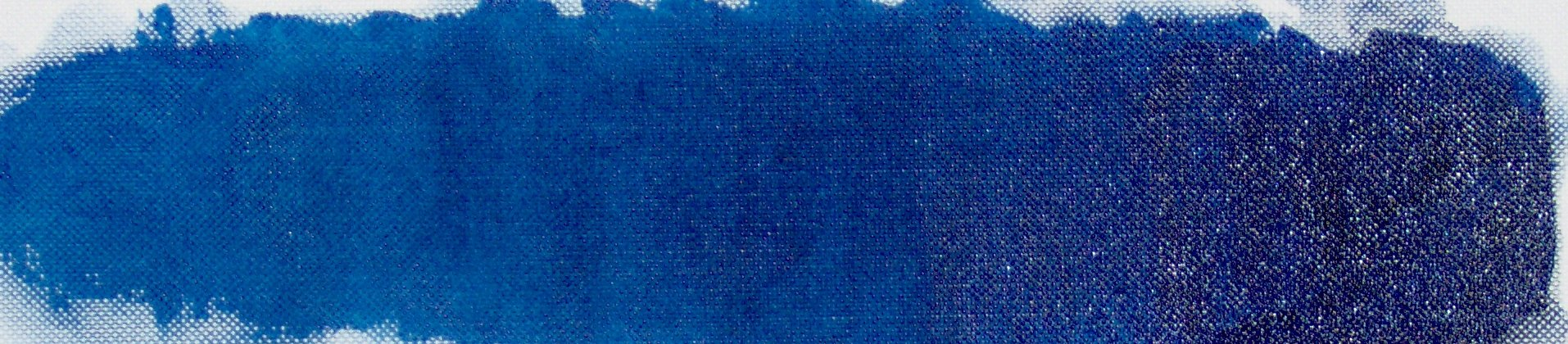
غينة الأزرق البروسي وهو الأزرق المزور.
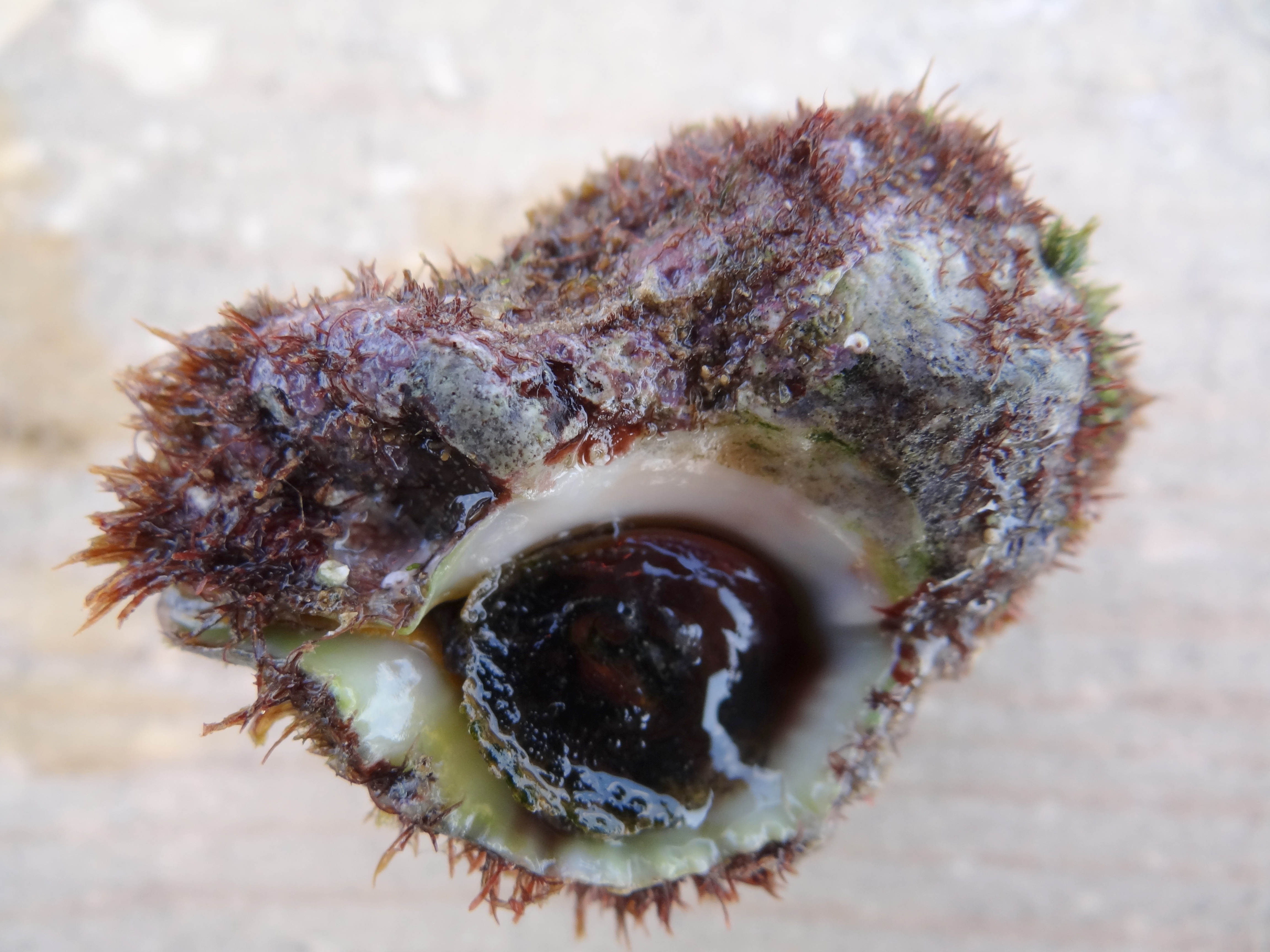
Hexaplex trunculus المعثور به قرب تيل شيكمونا على ساحل حيفا والمرجح أنه الخيلازون في الكتب اليهودية
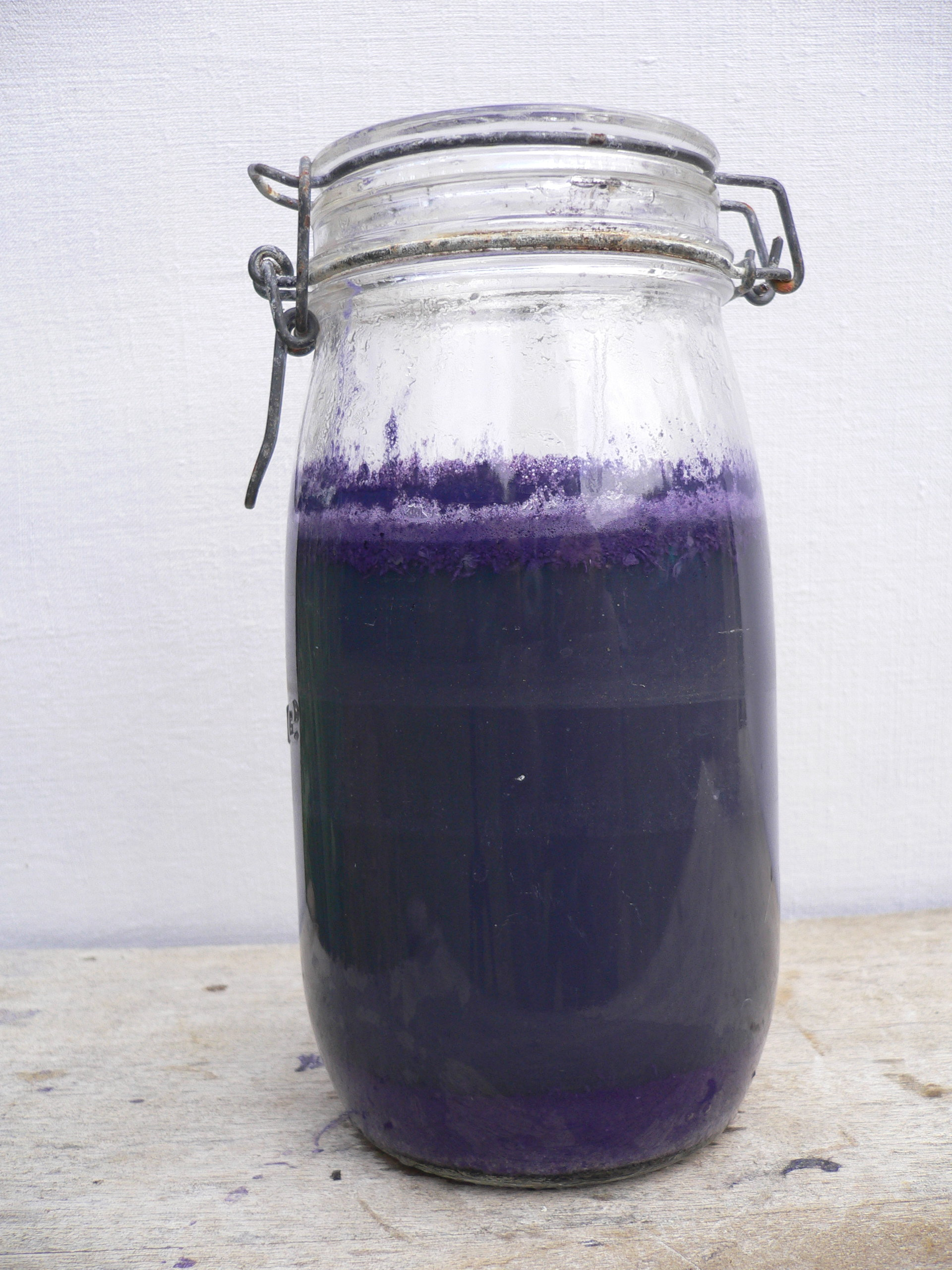
صبغة بنفسجية فيها مقتطفات مستخرجة من غدد Hexaplex trunculus طازجة
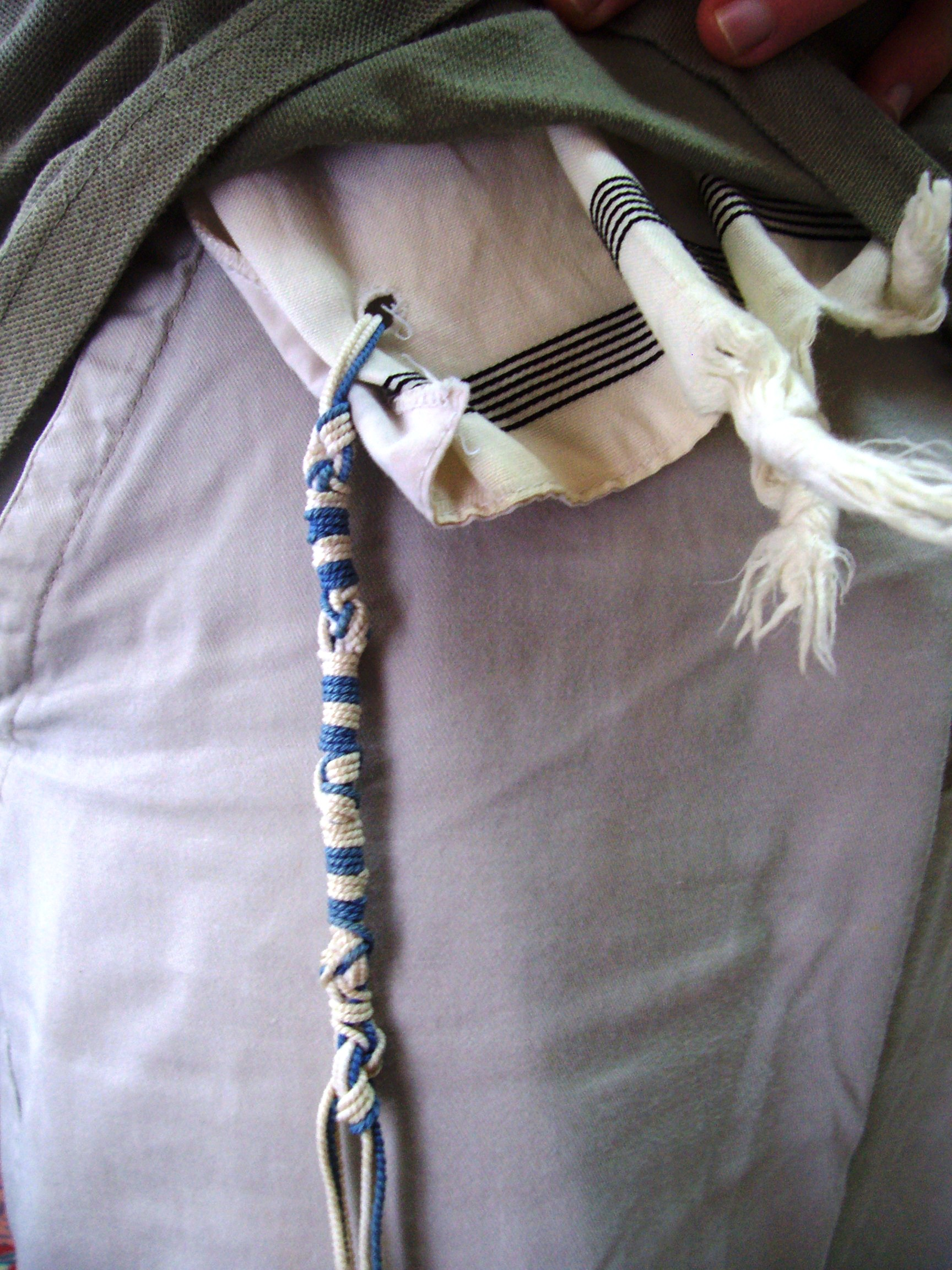
تزيتتزيت بالخيطة الزرقاء المصنوعة من Hexaplex (Murex) trunculus
الصيغة البنيوية للأزرق المستخرج من المريق: لون تخلت النيلي (لاحظ البروميدين - في البيئةالبحرية، البروميد شائع وليس كذلك في البيئة البرية)
الصيغة البنيوية للأزرق المستخرج من النبات أي الأزرق المزور